# Styra kalkkärr
Styra kalkkärr är ett naturreservat i Motala kommun i Östergötlands län.
Området är naturskyddat sedan 2012 och är 4 hektar stort. Reservatet omfattar tre  kalkkärr från olika epoker samt en betesmark med inslag av kalkfuktäng.